# كنال + سبورت (قناة تلفزيونية بولندية)

كنال+ سبورت هي قناة بولندية متخصصة في الرياضة.

## كنال + سبورت إتش دي
في عام 2008 ، تم إطلاق نسخة عالية الدقة من القناة ، كنال+ سبورت HD . وهي متوفرة عبر القمر الصناعي NC + ومنصات الكابلات المختلفة. تتميز القناة بنقلها لبطولات الجولف وكرة السلة وكرة اليد وكرة القدم من بين الرياضات الأخرى. 

## أنظر أيضا
- كنال+ جول (بولندا)